# Костёл Святого Винсента и монастырь миссионеров (Смиловичи)

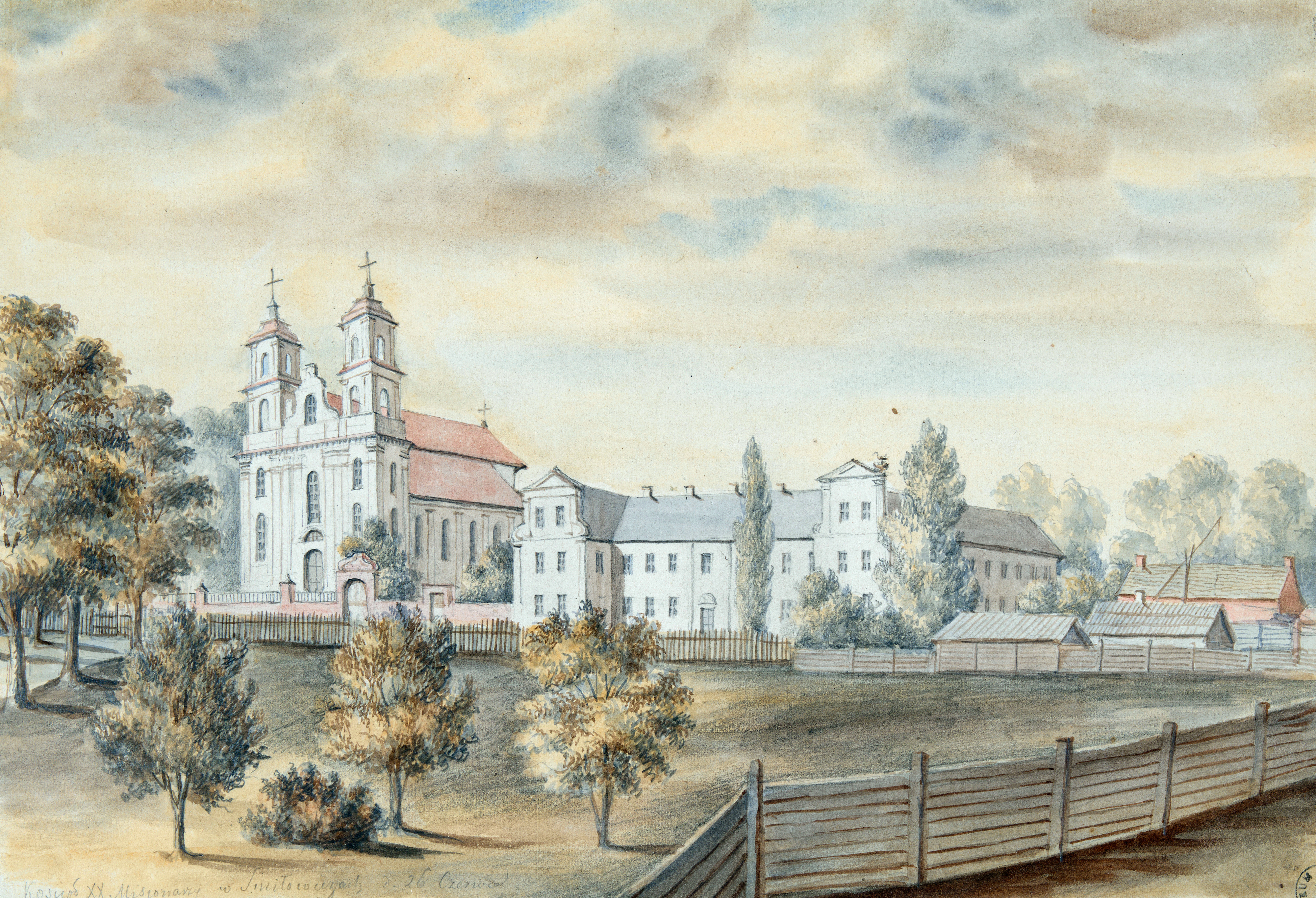
Костёл святого Винсента и монастырь миссионеров (Наполеон Орда)

Костёл святого Винсента и монастырь миссионеров — памятники виленского барокко, располагавшиеся в деревне Смиловичи. Не сохранились.

## История
- 1767—1791: возведён комплекс каменного костёла и монастыря миссионеров.
- 1785: освящение костёла святого Винсента.
- До 1831: при монастыре действовала миссионерская школа.
- 1832: монастырь закрыт, костёл передан католической парафии.
- 1866: костёл передан православным христианам.
- 1867: костёл переосвящён в православную Троецкую церковь, однако из-за отсутствия финансирования скоро пришёл в упадок.
- 1930-е: здания костёла разрушено. Здание монастыря разрушено частично (существующее здание по ул. М. Горького).

## Архитектура
Основательница  монастырского комплекса Мартибела Завишанка из рода Огинских разместила священников из объединения миссионеров при деревянном костёле и завещала деньги на возведение каменных строений.
Монастырь находился на окраине местечка при дороге Минск — Игумен. У 1774 году построен двухэтажный каменный корпус монастыря.
Костёл был трёхнефный, с двумя башнями на фасаде. В храме было 6 алтарей с иконами и скульптурами.